# Callipseustes latiorata
Callipseustes latiorata là một loài bướm đêm trong họ Geometridae.